# Remo en los Juegos Asiáticos
El Remo en los Juegos Asiáticos se disputó por primera vez en la edición de 1982 en Nueva Deli, India, aunque en la rama femenil debutó en la edición de 1986 en Seúl, Corea del Sur. Se ha realizado en cada edición desde su primera aparición debido a que forma parte del programa deportivo de los Juegos Olímpicos.
China domina ampliamente el medallero histórico y ha sido el campeón de la disciplina en cada edición en que ha formado parte de los Juegos Asiáticos.

## Ediciones
| Edición | Año  | Ciudad Sede | País Sede     | Campeón |
| ------- | ---- | ----------- | ------------- | ------- |
| IX      | 1982 | New Delhi   | India         | China   |
| X       | 1986 | Seoul       | Corea del Sur | China   |
| XI      | 1990 | Beijing     | China         | China   |
| XII     | 1994 | Hiroshima   | Japón         | China   |
| XIII    | 1998 | Bangkok     | Tailandia     | China   |
| XIV     | 2002 | Busan       | Corea del Sur | China   |
| XV      | 2006 | Doha        | Catar         | China   |
| XVI     | 2010 | Guangzhou   | China         | China   |
| XVII    | 2014 | Incheon     | Corea del Sur | China   |

## Medallero
| #     | País               | Oro | Plata | Bronce | Total |
| ----- | ------------------ | --- | ----- | ------ | ----- |
| 1     | China              | 83  | 3     | 2      | 88    |
| 2     | Japón              | 8   | 35    | 10     | 53    |
| 3     | Corea del Sur      | 3   | 19    | 21     | 43    |
| 4     | Uzbekistán         | 2   | 3     | 6      | 11    |
| 5     | Irán               | 2   | 0     | 4      | 6     |
| 6     | Hong Kong          | 1   | 10    | 5      | 16    |
| 7     | India              | 1   | 5     | 14     | 20    |
| 8     | Corea del Norte    | 0   | 8     | 9      | 17    |
| 9     | Kazajistán         | 0   | 4     | 6      | 10    |
| 10    | Tailandia          | 0   | 3     | 7      | 10    |
| 11    | República de China | 0   | 3     | 2      | 5     |
| 11    | Vietnam            | 0   | 3     | 2      | 5     |
| 13    | Turkmenistán       | 0   | 3     | 1      | 4     |
| 14    | Indonesia          | 0   | 1     | 5      | 6     |
| 15    | Pakistán           | 0   | 0     | 3      | 3     |
| 16    | Irak               | 0   | 0     | 1      | 1     |
| 16    | Filipinas          | 0   | 0     | 1      | 1     |
| Total | Total              | 100 | 100   | 99     | 299   |